# Rettungsstange

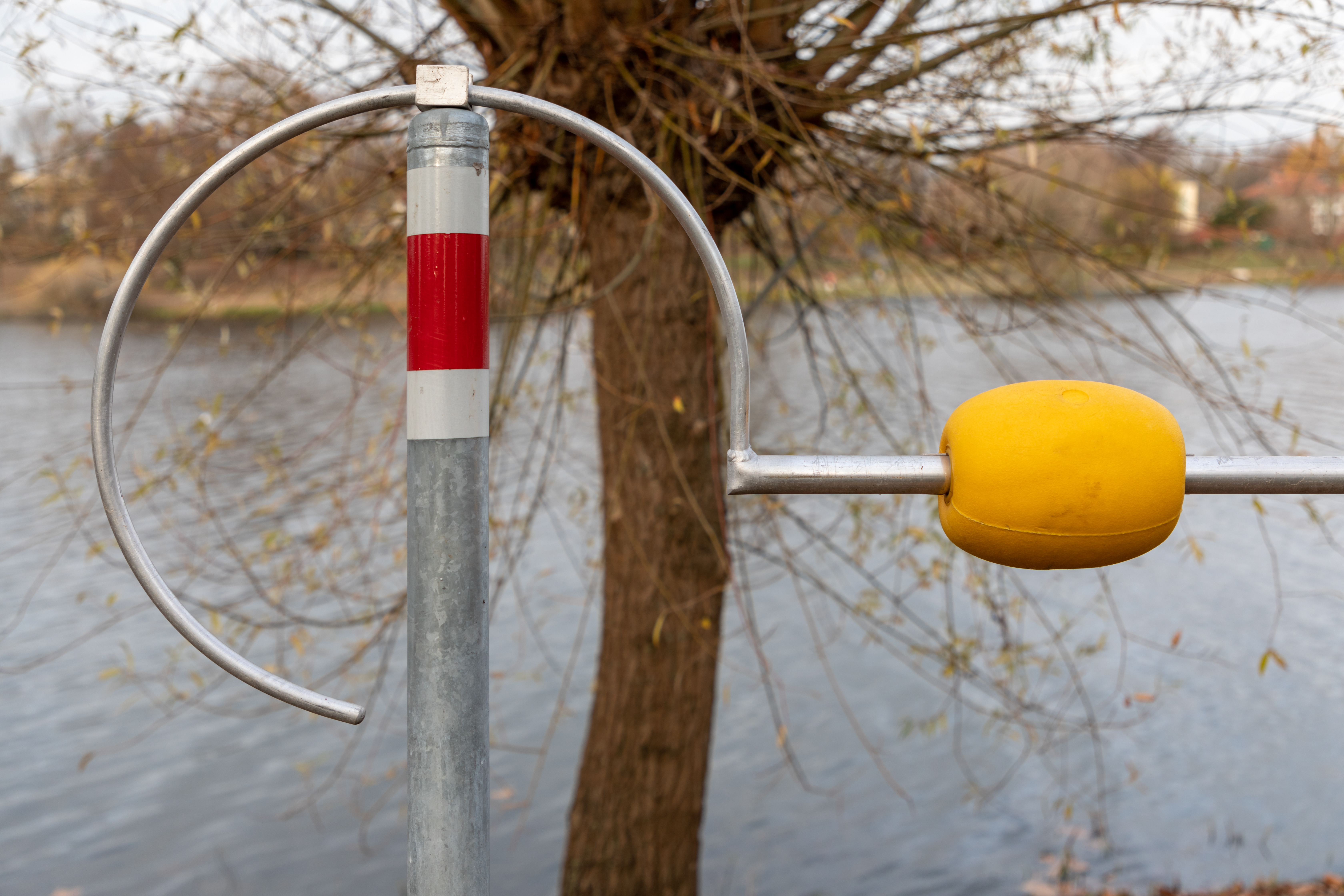
Rettungsstange

Eine Rettungsstange ist ein Gerät zur Rettung von Ertrinkenden in Schwimmbädern oder anderen offenen Gewässern. Sie besteht in der Regel aus Aluminium und ist bei einem Durchmesser von vier bis sechs Zentimetern drei bis sechs Meter lang. Am oberen Ende befindet sich ein Fangschlaufe oder ein Metallring, der das Festhalten bzw. „Angeln“ der im Wasser befindlichen Person erleichtert.
Einige Ausführungen verfügen über eine 30 Meter lange Schwimmleine am unteren Ende. Rettungsstangen gehören in den meisten Bädern zur Grundausstattung.
Ebenfalls Rettungsstange genannt wird ein Schnelleinsatzmittel, das bei der Feuerwehr, der Polizei und anderen Hilfsorganisationen in der Technischen Hilfeleistung zum Einsatz kommt: Die rund 18 Kilogramm schwere Teleskopstange wird als Hebel benutzt, um bspw. Personen aus verunfallten Fahrzeugen zu bergen. Auch Bäume können angehoben werden.